# 3 2 1
„3 2 1” – dziewiąty japoński singel południowokoreańskiej grupy SHINee, wydany 4 grudnia 2013 roku. Osiągnął 3 pozycję w rankingu Oricon i pozostał na liście przez 8 tygodni, sprzedał się w nakładzie 83 371 egzemplarzy.
Singel został wydany w trzech wersjach: regularnej i dwóch limitowanych. Utwór tytułowy został wykorzystany jako piosenka przewodnia TV dramy stacji TV Tokyo – Tokyo Toy Box.

## Lista utworów
| CD                        |                                                |                                                |                                                                         |      |
| Nr                        | Tytuł                                          | Słowa                                          | Muzyka                                                                  | Czas |
| 1.                        | "3 2 1"                                        | Natsumi Kobayashi                              | Damon Sharpe, Eric Sanicola, Kendall Schmidt, Carlos Pena, James Maslow | 3:33 |
| 2.                        | "Everybody" (Japanese ver.)                    | Sara Sakurai                                   | Thomas Troelsen, Coach & Sendo, Yoo Young-jin                           | 4:09 |
| 3.                        | "Colors of the season"                         | Sara Sakurai                                   | Andreas Stone Johansson, Caroline Gustavsson                            | 4:29 |
| 4.                        | "3 2 1" (Instrumental)                         |                                                | Damon Sharpe, Eric Sanicola, Kendall Schmidt, Carlos Pena, James Maslow | 3:33 |
| 5.                        | "Everybody" (Instrumental)                     |                                                | Thomas Troelsen, Coach & Sendo, Yoo Young-jin                           | 4:09 |
| 6.                        | "Colors of the season" (Instrumental)          |                                                | Andreas Stone Johansson, Caroline Gustavsson                            | 4:29 |
| DVD (edycja limitowana A) |                                                |                                                |                                                                         |      |
| Nr                        | Tytuł                                          | Tytuł                                          | Tytuł                                                                   | Czas |
| 1.                        | "Everybody" (Music Video)                      | "Everybody" (Music Video)                      | "Everybody" (Music Video)                                               | 4:38 |
| 2.                        | "Everybody" (Music Video Shooting Sketch)      | "Everybody" (Music Video Shooting Sketch)      | "Everybody" (Music Video Shooting Sketch)                               | 7:54 |
| DVD (edycja limitowana B) |                                                |                                                |                                                                         |      |
| Nr                        | Tytuł                                          | Tytuł                                          | Tytuł                                                                   | Czas |
| 1.                        | "3 2 1" (Music Video)                          | "3 2 1" (Music Video)                          | "3 2 1" (Music Video)                                                   | 3:45 |
| 2.                        | "3 2 1" (Jacket & Music Video Shooting Sketch) | "3 2 1" (Jacket & Music Video Shooting Sketch) | "3 2 1" (Jacket & Music Video Shooting Sketch)                          | 5:48 |

## Notowania
| Lista                                      | Pozycja |
| ------------------------------------------ | ------- |
| Oricon Daily Chart                         | 3       |
| Oricon Weekly Chart                        | 3       |
| Oricon Monthly Chart                       | 7       |
| Billboard Japan Top Singles Sales          | 2       |
| Billboard Japan Top Singles Sales Year End | 59      |
| Billboard Japan Hot 100                    | 2       |
| G-Music Asia Chart                         | 3       |
| G-Music Combo Chart                        | 20      |
| Gaon Download Charts                       | 168     |